# Црква брвнара у Јаворанима
Црква брвнара Светог Николе је храм Српске православне цркве који се налази у Јаворанима у општини Кнежево Републици Српској. Припада епархији бањалучкој. Посвећена је Светом Николи. Културно је добро Републике Српске.

## Историја
Саграђена је 1757. године. Није се налазила на истом мјесту као сада, јер је пренијета на оближње брдо у Јаворанима (због Турака). Црква је обновљена 2005. године заслугом вјерног народа Јаворана на челу са њиховим свештеником Крстаном. O цркви брвнари кружи једна занимљива легенда да сама прелази са брда на брдо. То је наравно плод маште сељана, али то није потпуна неистина, јер је црква у вријеме турака стварно премјештана, растављана па поново склапана, са брда на брдо и то пар пута. Разлог премјештања су Турци, који су уништавали цркве и српске богомоље.

## Одлике храма
Црква је правоугаоне основе, широка је пет и дугачка десет метара. Под храма је поплочан каменом. Над припратом се налази хор, а унутрашњост нема таваницу. У цркви је урезан натпис о поправци цркве 1824. године. У цркви се налазио велћи број икона из 1757 и 1758. године, са натписима да су те иконе намјењене јаворанској цркви. На икони Светог Николе стоји натпис да ју је донио јеромонах Никодим Гомионичанин из Костајнице 1787. године.